# Mata Hari (chanson d'Efendi)
Pour les articles homonymes, voir Mata Hari (homonymie).
Chansons représentant l'Azerbaïdjan au Concours Eurovision de la chanson
Cleopatra
(2020) Fade to Black
(2022)
Singles de Efendi
Kinoplënka
(2020)
Mata Hari est une chanson de la chanteuse azérie Efendi, sortie dans sa version actuelle le 15 mars 2021. Cette chanson représente l'Azerbaïdjan lors du Concours Eurovision de la chanson 2021 qui se déroule à Rotterdam, aux Pays-Bas. Elle fait référence à Mata Hari, une danseuse et courtisane néerlandaise fusillée pour espionnage pendant la Première Guerre mondiale.

## Concours Eurovision de la chanson 2021

### Sélection interne
À la suite de l'annulation du Concours Eurovision de la chanson 2020 en raison de la pandémie de Covid-19, le diffuseur azerbaïdjanais İTV annonce le 9 mars 2021 qu'Efendi sera à nouveau la représentante de l'Azerbaïdjan pour l'édition suivante, en 2021
Un teaser pour Mata Hari sort le 11 mars 2021 sur la chaîne YouTube officielle de l'Eurovision.

### À l'Eurovision
La chanson est interprétée en deuxième partie lors de la première demi-finale, le 18 mai 2021, étant donné que la répartition des pays participants aux demi-finales reste la même que celle décidée en 2020. Après sa qualification, la chanson est de nouveau interprétée lors de la finale du 22 mai à l'issue de laquelle elle termine en 20e position avec 65 points.

## Classements
| Charts (2021)    | Position |
| ---------------- | -------- |
| Lituanie (AGATA) | 88       |